# Krakowski Okręg Przemysłowy
Krakowski Okręg Przemysłowy (KOP) – produkcja przemysłowa skupia się głównie w Krakowie. Dominującym jest przemysł hutniczy i elektromaszynowy, skupiające połowę zatrudnionych. Znaczącą rolę odgrywa przemysł chemiczny, w tym farmaceutyczny i sodowy. Koncentracja przemysłu w Krakowie, a zwłaszcza lokalizacja huty są sprzeczne z historycznym charakterem miasta i jego wartościami kultury materialnej.

## Lokalizacja
Krakowski Okręg Przemysłowy obejmuje przede wszystkim:
- Bochnię
- Kraków
- Myślenice
- Skawinę
- Wieliczkę
- Trzebinię
- Chrzanów
- Olkusz

W sumie 1300 km² i ok. 1 mln ludności.
Specjalizuje się w hutnictwie żelaza i stali, produkcji odlewów i wyrobów walcowanych oraz w karbochemii. Dzisiaj jednak metalurgia została zepchnięta na drugie miejsce przez rozwijający się dynamicznie przemysł spożywczy, zwłaszcza produkcję wyrobów tytoniowych, czekoladowych i przetworów owocowo-warzywnych. Dopiero na trzecim miejscu plasuje się przemysł elektromaszynowy (urządzenia dla górnictwa i hutnictwa, maszyny budowlane), a na czwartym przemysł chemiczny (produkcja sody, wyrobów gumowych i farmaceutycznych). Okręg Krakowski, podobnie jak Okręg Łódzki, charakteryzuje się średnio rozwiniętym przetwórstwem, w dużej mierze związanym z przerobem surowców dowożonych z zewnątrz. Jest bardzo silnie powiązany z GOP-em, ale nadal stanowi zupełnie odrębny obszar gospodarczy oraz z Jaworznicko-Chrzanowskim Okręgiem Przemysłowym, który w przeszłości nazywano także Zachodniokrakowskim Okręgiem Przemysłowym, Zachodnio-Krakowskim Kompleksem Przemysłowym lub Zagłębiem Krakowskim.

## Historia
Tradycje przemysłu krakowskiego (i innych okolicznych ośrodków) sięgają połowy XIX w., o przemyśle fabrycznym na większą skalę można mówić od przełomu XIX i XX w. Jednak wówczas jego rozwój był utrudniony przez politykę rządu wiedeńskiego traktującego Galicję jako rynek zbytu dla przemysłu austriackiego i zaplecze surowcowe.

## Rodzaje przemysłu w KOP
- Hutnictwo żelaza – Kraków (m.in. ArcelorMittal Poland Oddział Kraków, dawna Huta im. Lenina, jeden z największych zakładów przemysłowych w Polsce).

- Hutnictwo metali nieżelaznych - Skawina (Zakłady Metalurgiczne - przetwarzanie złomu aluminiowego), Bochnia (Zakłady Przetwórstwa Hutniczego - produkcja tzw. profili zamkniętych i barierek autostradowych).

- Przemysł wydobywczy – Wieliczka, Bochnia (kopalnie soli), do 1999 węgiel kamienny, rudy cynku i ołowiu w Trzebini.

- Przemysł maszynowy i metalowy - Kraków (Zakłady Budowy Maszyn i Aparatury im. Ludwika Zieleniewskiego są jedynym w kraju producentem potężnych sprężarek powietrznych, chłodniczych i dmuchaw, Zakłady Urządzeń Wiertniczych "Georyt", Fabryka Opakowań Blaszanych, Fabryka Maszyn Odlewniczych), Zabierzów (Zabierzowska Fabryka Maszyn), Olkusz (Fabryka Naczyń Emaliowanych produkująca sprzęt kuchenny garnki, patelnie teflonowe itd., Fabryka Wentylatorów "Owent"), Niepołomice (Fabryka części silników lotniczych Pratt & Whitney).

- Przemysł elektrotechniczny - Kraków (Zakłady Teletechniczne "Telos", Krakowska Fabryka Kabli, Krakowska Fabryka Aparatów Pomiarowych), Zabierzów (Zakłady Materiałów Izolacyjnych), Myślenice (Zakład Kabli Przewodów Elektrycznych Telefonika S.A.), Centrum Oprogramowania Motorola GSG Poland.

- Przemysł gumowy - Kraków (Krakowskie Zakłady Przemysłu Gumowego "Stomil" produkujące m.in. piłki sportowe, czepki kąpielowe, rękawice, sprzęt medyczno-sanitarny, uszczelki, pasy, membrany, zawory), "Unimil" S.A. w Dobczycach.

- Przemysł chemiczny - Kraków (Krakowskie Zakłady Sodowe - produkcja m.in. półfabrykatów dla przemysłu szklarskiego, mydlarskiego, papierniczego, farbiarskiego i włókienniczego, Krakowskie Zakłady Przemysłu Nieorganicznego "Bonarka" wytwarzające fosforan paszowy-dodatek do mieszanek dla zwierząt hodowlanych), Alwernia (Zakłady Chemiczne "Alwernia", po restrukturyzacji i inwestycjach w linię produkcyjną zakład został skreślony z listy największych trucicieli w Polsce), Rafineria Trzebinia.

- Przemysł farmaceutyczny - Zakłady "Polfa" i "Pliva" Kraków

- Przemysł materiałów budowlanych - Kraków (Zakłady Betoniarskie i Żelbetowe w Łęgu, cegielnia w Zesławicach, cementownia w Pleszowie), Krzeszowice, Skawina (Przedsiębiorstwo Produkcji, Usług i Handlu Prevar Sp. z o.o. - produkcja płyt ściennych i dachowych oraz popularnych "pustaków skawińskich" - zakład w 2005 roku kupiony przez H+H Polska).

- Przemysł szklarski - Jaroszowiec koło Olkusza (huta szkła walcowanego "Vitrobud" produkująca szkło wielu gatunków m.in. zbrojone, ornamentowe, hartowane, żaluzjowe, polerowane, kolorowe i emaliowane).

- Przemysł drzewny - Krzeszowice (duży tartak istniejący już w 1947 r.),

- Przemysł papierniczy – Klucze (Kluczewskie Zakłady Papiernicze obecne Kimberly Clark S.A

- Przemysł odzieżowy - Kraków, Myślenice (Zakłady Odzieżowe "Vistula").

- Przemysł skórzano-obuwniczy - Kraków (Krisbut, Batbut)

- Przemysł energetyczny – elektrociepłownie w Łęgu i Skawinie, elektrownia w Trzebini,

- Przemysł spożywczy - Tenczynek (przetwórnia owocowo-warzywna), Kraków (Zakłady Przemysłu Cukierniczego "Wawel"), Skawina ("Lajkonik Snacks S.A.)".

- Przemysł tytoniowy - Kraków (Krakowskie Zakłady Tytoniowe obecnie wykupione przez firmę Philip Morris International)

## Główne ośrodki KOP-u

### Kraków
Dopiero w okresie powojennym rozwinął się w Krakowie przemysł. Sztandarową inwestycją tego okresu jest Huta im. Lenina, największy, a zarazem najbardziej uciążliwy dla miasta obiekt przemysłowy. Atmosferę miasta zatruwały również istniejące jeszcze w okresie przedwojennym, a potem rozwinięte, Zakłady Sodowe Solvay i Zakłady Chemiczne w Bonarce. W chwili obecnej oba te zakłady nie istnieją, w ich miejscach zbudowano centra handlowe. Do tego należy dodać działalność mniejszych zakładów, jak Cementownia w Pleszowie, Armatura, Polfa i wiele innych.
Wyróżniamy tutaj przemysł hutniczy (Huta im. T. Sendzimira), chemiczny, farmaceutyczny, maszynowy, odzieżowy, spożywczy, elektrotechniczny, poligraficzny, skórzano-obuwniczy. Ośrodek turystyczny i usługowy, międzynarodowy węzeł komunikacyjny (drogowy, kolejowy, lotniczy).
W 1999 19 firm z Krakowa miało przychody powyżej 249 milionów złotych. Wśród nich znajdowały się Philip Morris Polska S.A, Huta im. Sendzimira, Can Pack sp. z o.o. i Zakłady Farmaceutyczne Pliva Kraków.

### Skawina
Podobnie uciążliwym dla miasta obiektem jak Huta Sendzimira dla Krakowa, dla Skawiny była przez ćwierć wieku Huta Aluminium w Skawinie (a szczególnie wydział elektrolizy), który zamknięto w 1981 r. Huta obecnie funkcjonuje w oparciu o nowe technologie. Atmosferę miasta zanieczyszczają jednak nowo zbudowane dwie duże elektrociepłownie w Łęgu i Skawinie.
Na terenie tego ośrodka można wyróżnić następujące gałęzie przemysłu:
- Przemysł spożywczy – Fabryka Środków Kawowych przetrwała burze dziejowe XX w. i po wielokrotnych zmianach nazw i właścicieli funkcjonuje do dzisiaj. Firmę po II wojnie światowej znacjonalizowano. Pod nazwą Skawińskie Zakłady Koncentratów Spożywczych produkowała zupy błyskawiczne, ryż preparowany, kisiele, kawę rozpuszczalną, makarony i pieczywo cukiernicze. Do najbardziej znanych - nie tylko w Polsce - wyrobów należały kawa Inka oraz słone paluszki. W 1993 roku zakład zakupiła firma Bahlsen. Obecna nazwa przedsiębiorstwa, będącego potentatem na polskim rynku krakersów i paluszków to Lajkonik Snacks S.A..

- Przemysł hutniczy i metalowy – Fabryka Wyrobów Kamionkowych i Szamotowych przed wojną produkowała cegłę, kafle i naczynia z fajansu. Po wojnie znacjonalizowana firma przestawiła się na wyrób materiałów ogniotrwałych, odpornych na działanie wysokich temperatur. Firma nosi obecnie nazwę Skawińskie Zakłady Materiałów Ogniotrwałych i produkuje wyroby ogniotrwałe dla największych hut.
  - W roku 1939 rozpoczęły się przygotowania do budowy w Skawinie huty aluminium. Wojna pokrzyżowała plany. Do pomysłu jednak powrócono - hutę otwarto w roku 1954. Zakład produkował drogą elektrolizy aluminium oraz metale rzadkie.
  - W pobliżu huty w 1959 roku powstał Instytut Metali Nieżelaznych. Działalność Huty Aluminium skutkowała poważnym skażeniem fluorowodorem środowiska w pobliżu zakładu. W obliczu protestów mieszkańców i ekologów władze zlikwidowały najgroźniejszy dla otoczenia wydział elektrolizy. Zakład zmienił nazwę na Zakłady Metalurgiczne i przestawił się na przetwarzanie złomu aluminiowego. Obecnie firma przechodzi restrukturyzację - jest spółką, której głównym akcjonariuszem jest Huta Konin S.A. (oba zakłady należą do grupy Impexmetal S.A.).
  - W 1995 roku w sąsiedztwie SZMO rozpoczął działalność Vesuvius Polska Skawina - oddział światowego koncernu Vesuvius, specjalizującego się w produkcji i projektowaniu kształtek ogniotrwałych używanych do ciągłego odlewania stali. Zakład w Skawinie jest najmłodszym, a zarazem najnowocześniejszym oddziałem koncernu.

- Przemysł energetyczny - Produkcja aluminium drogą elektrolizy wymagała dużych ilości energii elektrycznej. Dało to impuls do budowy w Skawinie elektrowni. Trwającą osiem lat budowę zakładu ukończono w 1962 roku. Obecnie Elektrownia Skawina S.A. dostarcza obok energii elektrycznej ciepło do Skawiny i Krakowa.

- Przemysł materiałów budowlanych - Ogromne ilości pyłów i popiołów zatrzymywanych przez filtry skawińskiej elektrowni znalazły zastosowanie do produkcji materiałów budowlanych. W tym celu wybudowano w pobliżu elektrowni w latach 1961-1965 Zakłady Produkcji Elementów Budowlanych "Prefabet". Zakład przez lata produkował płyty ścienne i dachowe oraz popularne "pustaki skawińskie". Od 1993 do 2005 roku firma jest spółką o nazwie Przedsiębiorstwo Produkcji, Usług i Handlu Prevar Sp. z o.o. w 2005 roku zakład przejęty przez H+H Polska.

- Przemysł szklarski - Na krótko przed II wojną światową powstała Huta Szkła. Zakład produkował do początku lat 90. szkło gospodarcze - szklanki, kufle, słoiki itp.